# كارلوس كيزه
كارلوس كيزه (بالإسبانية: Carlos Kiese)‏ هو صحافي ومدرب كرة قدم ولاعب كرة قدم باراغواياني في مركز الوسط، ولد في 1 يونيو 1957 في Tebicuary River ‏ في باراغواي. شارك مع منتخب باراغواي لكرة القدم. أما مع النوادي، فقد لعب مع أوليمبيا أسونسيون وإنديبندينتي وسيرو بورتينيو وغريميو بورتو أليغرينزي ونادي بوليفار ونادي ليبرتاد.

## وصلات خارجية
- كارلوس كيزه على موقع الاتحاد الدولي (مؤرشف)  (الإنجليزية)
- كارلوس كيزه على موقع الاتحاد الأوربي (الإنجليزية)
- كارلوس كيزه على موقع قاعدة بيانات كرة القدم.إي يو (الإنجليزية)
- كارلوس كيزه على موقع ناشيونال فوتبول تيمز (الإنجليزية)